# 시나노토키와역
시나노토키와역(일본어: 信濃常盤駅)은 일본 나가노현 오마치시에 위치한 동일본 여객철도 오이토 선의 철도역이다. 역 번호는 25번이며, 상대식 승강장 2면 2선의 구조를 갖춘 지상역이다.

## 타는 곳
| 1 | ■ 오이토 선 | 상행 | 호타카 · 도요시나 · 마쓰모토 방면         |
| 1 | ■ 오이토 선 | 하행 | 시나노오마치 · 하쿠바 · 미나미오타리 방면 |
| 2 | ■ 오이토 선 | 하행 | 시나노오마치 · 하쿠바 · 미나미오타리 방면 |

## 이용 현황
| 승차 인원 추이 | 승차 인원 추이 |
| 연도           | 1일 평균       |
| -------------- | -------------- |
| 2007           | 244            |
| 2010           | 241            |
| 2011           | 245            |

## 역 주변
- 국도 제147호선
- 다카세 강
- 후지겐 오마치 공장

## 인접 역
| 동일본 여객철도 오이토 선       | 동일본 여객철도 오이토 선 | 동일본 여객철도 오이토 선                      |
| ------------------------------- | ------------------------- | ---------------------------------------------- |
| 27 시나노마쓰카와 마쓰모토 방면 | □ 쾌속                    | 시나노오마치 23 미나미오타리 · 이토이가와 방면 |
| 26 아즈미쿠쓰카케 마쓰모토 방면 | ■ 보통                    | 미나미오마치 24 미나미오타리 · 이토이가와 방면 |